# یکاترینا مالیوک-تیموفیوا
یکاترینا مالیوک-تیموفیوا (بلاروسی: Кацярына Мікалаеўна Мулюк؛ زادهٔ ۱۳ نوامبر ۱۹۷۶) کماندار زن اهل بلاروس بود.
وی در مسابقات کشوری و بین‌المللی در مجموع برندهٔ ۱ مدال نقره شده‌است.